# Lakuffe
Lakuffe war ein Volumenmaß in Guinea und Lagos und fand Verwendung im Getreidehandel. Abgeleitet wurde der Begriff von dem aus Binsen und Rohrblättern geflochtenen Behältnis, das die Menge Getreide fasste. Das Maß war das sogenannte Säckchen und entsprach etwa 1 Scheffel beziehungsweise dem engl. Bushel.
- 1 Lakuffe = 35,237 Liter[1]

Ein kleineres Maß war für Mais auf den Inseln von São Tomé und Príncipe (damals als Prinzeninsel bezeichnet) mit 3 ¼ Liter oder ¼ französischen Boisseau gebräuchlich.